# Preluca (Fehér megye)
Preluca románul: Preluca, falu Romániában, Erdélyben, Fehér megyében. Közigazgatásilag Arada községhez tartozik.

## Fekvése
Arada mellett fekvő település.

## Története
Preluca korábban Arada része volt. 1956 körül vált külön településsé 124 lakossal.
1966-ban 184, 1977-ben 199, 1992-ben 95, a 2002-es népszámláláskor 92 román lakosa volt.